# Acantheis boetonensis
Acantheis boetonensis är en spindelart som först beskrevs av Embrik Strand 1913.  Acantheis boetonensis ingår i släktet Acantheis och familjen Ctenidae.
Artens utbredningsområde är Sulawesi. Inga underarter finns listade i Catalogue of Life.